# Лесные эльфы (Средиземье)
Лесные эльфы (англ. Silvan Elves) — в легендариуме Дж. Р. Р. Толкина так называются эльфы, обитавшие в северном Лихолесье и Лориэне.
Лесные эльфы (по-эльфийски называемые Tawarwaith) происходят от нандор, но правят ими представители королевских родов синдар и нолдор. Примером этому служат король Трандуил северного Лихолесья, Амдир и его сын Амрот, последний принц синдар Лориэна, до правления Галадриэль и Келеборна.
Лесные эльфы считаются менее мудрыми, чем эльдар, и очень схожи с авари, теми, кто не участвовал в Великом походе и не достиг Амана.

## Война Последнего Союза
Согласно примечаниям, сделанным Толкином после публикации «Властелина Колец» и опубликованным в «Неоконченных сказаниях», Орофер, король лесных эльфов Лихолесья, как тогда было известно, выделил большую армию во время Войны Последнего Союза. Во время первого нападения на Мордор он игнорировал тактический план Гил-Галада и провёл опрометчивую атаку, в которой он погиб вместе с двумя третями своих войск. Правление лесными эльфами и остатками их армии было передано сыну Орофера Трандуилу, отцу Леголаса.

## Лихолесье
Лесные эльфы Лихолесья описаны как относящиеся с подозрением к гномам, но дружественные людям, с которыми они торгуют. В произведении «Хоббит, или Туда и обратно» Бильбо Бэггинс должен спасти гномов компании Торина Дубощита из подземного заточения во дворце короля лесных эльфов. В этой же книге они принимают участие в знаменитой Битве Пяти Воинств.
Леголас из «Братства Кольца», хотя и жил среди них и представлялся как один из Лесного народа во «Властелине Колец», в действительности не был коренным лесным эльфом, так как являлся сыном эльфийского короля Трандуила, который первоначально прибыл (по некоторым сведениям) из Дориата и по крови фактически являлся синдар. Это усложнено тем, что меньшинство эльфов-синдар управляло преобладающим населением лесных эльфов-нандор Северного Лихолесья, — меньшинство, к которому Леголас и принадлежал.
По словам описавшего их Бильбо Бэггинса, лесные эльфы носили зелёную и коричневую кожаную одежду.

## Лориэн
Лесных эльфов Лориэна также называют галадрим (синд. Galadhrim), буквально «древесный народ». После отъезда Амрота ими управляли Келеборн и Галадриэль. Во время Войны Кольца они говорили на синдарине, который, однако, настолько изменился, что Фродо Бэггинс, который тоже говорил на синдарине, не мог понять их.